# Ophiodoris pericalles
Ophiodoris pericalles är en ormstjärneart som beskrevs av Hubert Lyman Clark 1911. Ophiodoris pericalles ingår i släktet Ophiodoris och familjen Ophionereididae. Inga underarter finns listade i Catalogue of Life.